# Передрій Валерій Іванович
Передрі́й Вале́рій Іва́нович (8 липня 1963) — учасник Афганської війни 1979–1989 років.

## З життєпису
Народився 1963 року в селі Карабчиїв Ружинського району.
Закінчив  Київський національний університет імені Тараса Шевченка, правознавство, юрист.
Проживає в місті Київ, голова Деснянської районної Спілки ветеранів Афганістану.

## Нагороди
- орден «За заслуги» III ступеня (13.2.2015)
- медаль «Захиснику Вітчизни»